# Давиденко Григорій Іванович
Григо́рій Іва́нович Давиде́нко (17 квітня 1921, Старий Коврай — 8 травня 1945) — радянський військовий льотчик, Герой Радянського Союзу (1944), в роки німецько-радянської війни, штурман ланки 44-й ескадрильї 15-го розвідувального авіаційного полку Військово-повітряних сил Балтійського флоту.

## Біографія
Народився 17 квітня 1921 року в селі Старому Ковраї (нині Чорнобаївського району Черкаської області) в родині селянина. Українець. Закінчив середню школу. Працював у рідному селі.
У Військово-морському флоті СРСР з 1939 року. У 1941 році закінчив Військово-морське авіаційне училище імені С. О. Леваневського. У боях радянсько-німецької війни з липня 1942 року. Служив штурманом ланки 44-ї ескадрильї 15-го розвідувального авіаційного полку. Член ВКП (б) з 1943 року.
До січня 1944 року лейтенант Г. І. Давиденко зробив 215 бойових вильотів на розвідку військово-морських баз і плавзасобів у Фінській затоці і Ладозькому озері, на аерофотозйомку переднього краю оборони противника, залізничних вузлів, провів 13 повітряних боїв.
Указом Президії Верховної Ради СРСР від 22 січня 1944 року за зразкове виконання бойових завдань командування і проявлені при цьому мужність і героїзм лейтенантові Давиденку Григорію Івановичу присвоєно звання Героя Радянського Союзу з врученням ордена Леніна і медалі «Золота Зірка» (№ 2918).
Загинув 8 травня 1945 року при виконанні бойового завдання в районі латвійського міста Лієпаї: літак Пе-2, на якому летів Давиденко, був збитий винищувачем Focke-Wulf Fw 190, яким керував оберлейтенант Гергард Тібен. Разом з Давиденко загинув інший Герой Радянського Союзу — Олексій Грачов.

## Нагороди, пам'ять
Нагороджений орденом Леніна, трьома орденами Червоного Прапора, орденом Вітчизняної війни 1-го ступеня, медалями.
Іменем Героя названа вулиця в селі Коврай. Його ім'я увіковічене на меморіалі в місті Лієпаї.